# 창호초등학교 (경남)
창호초등학교는 대한민국 경상남도 거제시에 있는 공립 초등학교이다.

## 학교 연혁
- 1942년 6월 22일: 개교
- 1959년 4월 1일: 10학급 편성(517명)
- 1964년 11월 10일: 신호분교장 개설
- 1984년 9월 15일: 병설유치원 개원
- 1993년 3월 1일: 신호분교장 편입(2학급)
- 1996년 3월 1일: 창호초등학교 명칭 변경
- 1998년 9월 1일: 신호분교장 통폐합
- 2004년 11월 17일: 거제교육지원청 지정 학교평가 우수학교 선정

## 참고 자료
- 창호초등학교 - 한국교육학술정보원 학교알리미